# Степовая Долина
Степовая Долина (укр. Степова Долина) — посёлок в Витовском районе Николаевской области Украины.
Основано в 1933 году. Население по переписи 2001 года составляло 193 человек. Почтовый индекс — 57280. Телефонный код — 512.

## Местный совет
57280, Николаевская обл., Витовский р-н, с. Прибугское, ул. Ленина, 43, тел. 60-02-24; 68-77-18